# 马图斯科斯塔
马图斯科斯塔是巴西圣卡塔琳娜州的一个市镇。总面积432.177平方公里，总人口2818人，人口密度6.5人/平方公里。